# Pierre Le Menuet de La Jugannière
Pierre Le Menuet de La Jugannière, né le 10 septembre 1746 à Vaudrimesnil ou Périers, mort le 15 août 1835 à Caen, est un magistrat et homme politique français des XVIIIe et XIXe siècles.

## Biographie
Orphelin dès son plus jeune âge, il est élevé par sa grand-mère puis, à la mort de celle-ci quand il a 9 ans, par un grand-oncle paternel, prêtre près de Saint-Lô.
Élève au collège de Coutances, il est reçu, à l'issue de ses études de droit, avocat à 22 ans et exerce près le bailliage de Périers. Il épouse en 1764 la fille de M. Lefebvre, avocat réputé au bailliage de Saint-Lô.
Il se fixe à Saint-Lô en 1779 et devient échevin de la cité trois ans plus tard, à l'instar d'un de ses oncles qui avait également été conseiller de Roi au début du XVIIIe siècle.
Il est toujours dans ses fonctions lorsque la Révolution éclate. Partisan des réformes, il est, en 1792, nommé accusateur public près le tribunal criminel de la Manche.
Le Menuet est un homme extrêmement intelligent, capable de fournir un travail considérable, une quantité de rapports et d'arrêts, tous rigoureux et d'une étonnante lucidité. Il apporte, dans ses différentes fonctions, une grande fermeté de caractère, à laquelle il sait allier un grand esprit de modération, et, plusieurs fois, il ne craint point d'exposer sa tête pour sauver celle des citoyens en danger : un prêtre qui partait pour l'émigration, et qui venait d'être rejeté sur la côte par une tempête, ne doit son salut qu'au courage énergique de ce magistrat. Dénoncé, pour ce fait, au représentant du peuple Jean-Baptiste Le Carpentier, qui se trouve alors en mission à Coutances, Le Menuet est sévèrement réprimandé par celui-ci. Lorsque Le Carpentier lui demande pourquoi il n'avait pas appliqué à cet ecclésiastique la loi sur les émigrants : « - Parce que la raison, l'humanité et la loi me le défendaient, lui répond le magistrat. Si ce n'est que cela, réplique le représentant, je vais faire un bout d'arrêt. — Fais, ajoute Le Menuet, mais, prends-y garde, tes arrêts ne sont pas des lois, et je ne les exécuterai pas. — Tu as raison, dit alors Lecarpentier désarmé ; je ne puis me défendre de t'estimer et tu vaux mieux que les misérables qui t'ont dénoncé. »
Alors que les Vendéens assiègent Granville, Le Menuet qui a deux fils dans la place forte prend la présidence d'une commission chargée de la défense de Coutances.
Après le 9 thermidor, il devient président du Tribunal criminel de la Manche (1794).
Le magistrat est élu, le 25 germinal an VI, député de ce département au Conseil des Anciens, par 73 voix (84 votants). Il ne s'y occupe que de travaux de législation et en particulier du paiement des intérêts de la dette publique. Il devient secrétaire de cette assemblée en l'an VII.
Durant la préparation du coup d'État du 18 brumaire, il est sollicité pour participer à l'établissement du nouveau régime, notamment par Régnier, mais refuse d'y prendre part. Avec l'instauration de Consulat, il perd sa fonction législative mais, sous l'impulsion de son compatriote et collègue Charles-François Lebrun devenu troisième consul, il est nommé président de la Cour d'appel de Caen le 22 germinal an VIII.
Déjà décoré de la Légion d'honneur, il est créé baron de l'Empire le 6 septembre 1810.
Au moment de la réorganisation des cours et tribunaux, Le Menuet de La Jugannière est appelé aux fonctions de premier président de la Cour impériale de Caen, le 12 mai 1811. La Restauration le maintient dans ses fonctions jusqu'en 1823, époque à laquelle il donne sa démission par suite des tracasseries qui lui étaient suscitées.
Replacé à la tête de cette même Cour en 1830, le magistrat y est maintenu jusqu'à sa mort, en 1835. Il était alors dans sa quatre-vingt-neuvième année. Il est inhumé au cimetière Saint-Jean.

### Vie familiale
Un fils de Le Menuet de La Jugannière, Pierre Israël Le Menuet de La Jugannière, né à Saint-Lô en 1771, suivit aussi la carrière de la magistrature et devint procureur général à Caen. Il fut, pendant les Cent-Jours, nommé député du Calvados et mourut en 1816. Un autre fils, Gilles Le Menuet de La Jugannière, né à Saint-Lô en 1773, avocat et magistrat, fut maire de Saint-Lô de 1832 à 1840. Il est décédé en 1860. Un fils de ce dernier, le baron Ferdinand Le Menuet de La Jugannière (1800-1885), officier de la Légion d'honneur, fut président de chambre à la Cour d'appel de Caen.
La famille du baron Le Menuet de La Jugannière compte parmi les familles subsistantes de la noblesse d'Empire.

## Fonctions
- Avocat (1768) ;
- premier échevin de Saint-Lô (1781) ;
- Accusateur public près le tribunal criminel de la Manche (1792) ;
- Président du Tribunal criminel de la Manche (1794) ;
- Député de la Manche au Conseil des Anciens (25 germinal an VI, secrétaire de cette assemblée en l'an VII) ;
- Président de la Cour d'appel de Caen (22 germinal an VIII) ;
- Premier président de la Cour Impériale de Caen (12 mai 1811 - 1823, 1830-1835).

## Titres
- 1er Baron Le Menuet de La Jugannière et de l'Empire (6 septembre 1810).

## Distinctions
- Commandeur de la Légion d'honneur.

## Armoiries
| Figure | Blasonnement |
|        | Armes de la famille Le Menuet de la Jugannière : D'azur, à la croix d'or, accostée en chef de deux roses d'argent et en pointe de deux coquilles du même.                                                                                           |
|        | Armes de Pierre Le Menuet de La Jugannière, baron de l'Empire : D'azur, à la croix d'or, accostée en chef de deux roses d'argent et en pointe de deux coquilles du même ; au canton des Barons Présidents ou Procureurs généraux en Cour impériale. |